# Dipartimento di Sonsonate
Il dipartimento di Sonsonate è uno dei 14 dipartimenti di El Salvador, istituito il 12 giugno 1824. Si trova nella parte sud-occidentale del paese.

## Comuni del dipartimento
- Acajutla
- Armenia
- Caluco
- Cuisnahuat
- Izalco
- Juayúa
- Nahuizalco
- Nahulingo
- Salcoatitán
- San Antonio del Monte
- San Julián
- Santa Catarina Masahuat
- Santa Isabel Ishuatán
- Santo Domingo
- Sonsonate (capoluogo)
- Sonzacate